# Euamiana torniplaga
Euamiana torniplaga är en fjärilsart som beskrevs av Barnes och Mcdunnough 1916. Euamiana torniplaga ingår i släktet Euamiana och familjen nattflyn. Inga underarter finns listade i Catalogue of Life.